# Secondo colpo nucleare
Nella strategia nucleare, la "capacità di un secondo colpo nucleare" indica la capacità di un paese di rispondere a un attacco nucleare indirizzando una rappresaglia nucleare verso l'attaccante. Il possesso di tale capacità (e la facoltà di convincere l'avversario della sua messa in pratica) è considerato fondamentale per attuare la cosiddetta strategia della deterrenza nucleare, in caso contrario, infatti, l'avversario potrebbe tentare di vincere una guerra nucleare sferrando un massiccio primo colpo contro gli armamenti nucleari dell'attaccato.

## Teoria
In teoria, il possesso di uno Stato della possibilità di effettuare un secondo colpo diminuisce la minaccia di un’iniziativa nucleare verso di esso e può favorire la strategia del "No al primo uso". Le capacità di un secondo colpo reciproco portano solitamente all'adozione di una strategia di difesa della distruzione mutua assicurata, sebbene uno dei due schieramenti possa avere anche solo una capacità di risposta minimamente deterrente.
La possibilità di lanciare un secondo colpo può inoltre essere rafforzata dall'implementazione di meccanismi fail-deadly. Questi meccanismi, garantendo una risposta automatica e immediata agli attacchi del nemico, creano di fatto un limite, con conseguenze certe in caso di una sua violazione. Un limite da non oltrepassare potrebbe essere, ad esempio, non solo l'attacco diretto a una nazione dotata di armi nucleari ma anche a un suo alleato. In tal caso, qualora uno Stato rivale attaccasse la nazione in questione, si attiverebbero delle conseguenze predeterminate che potrebbero includere un'ampia gamma di risposte, incluso un secondo colpo nucleare.

## Implementazione

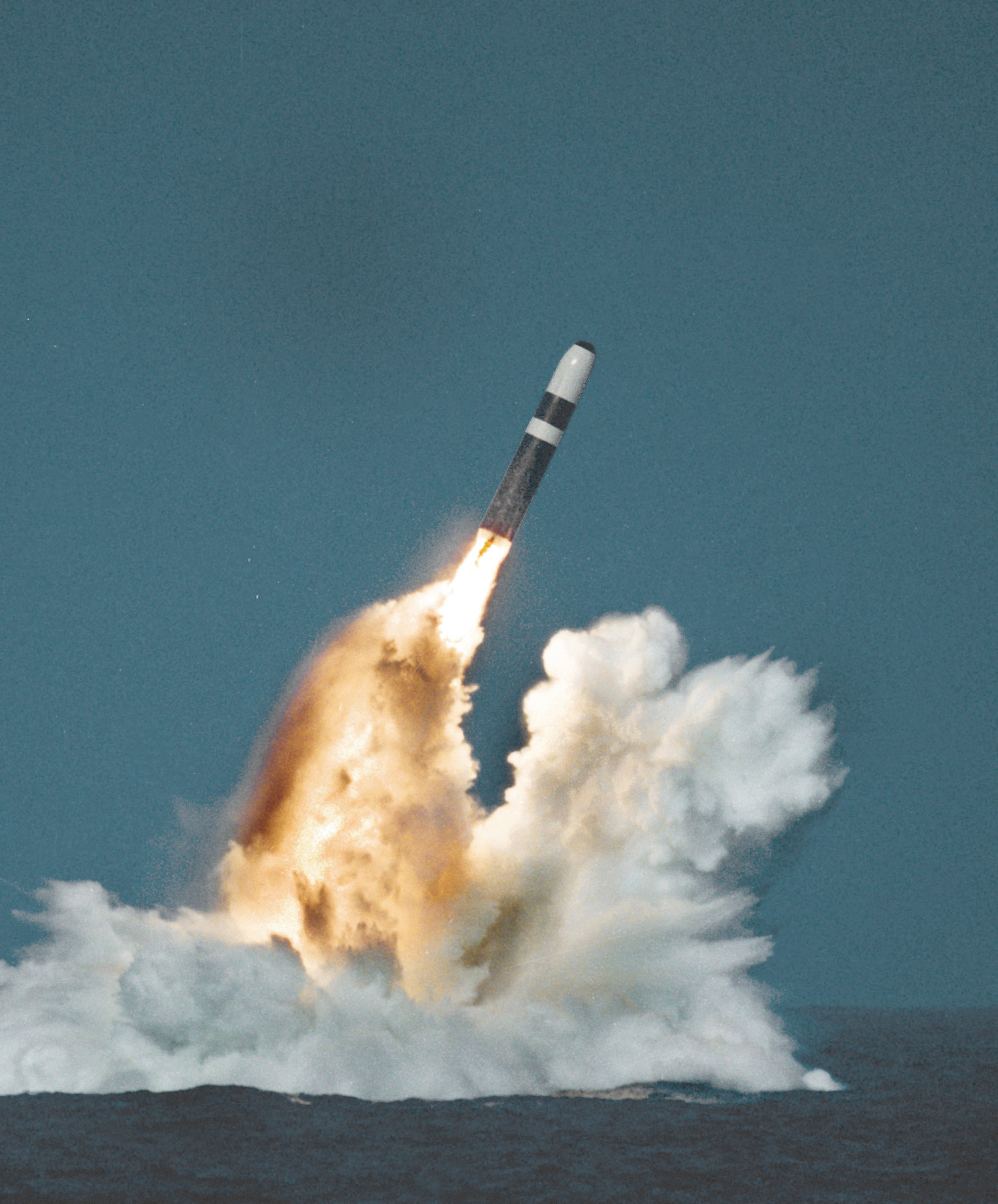
Un missile Trident II lanciato da un sottomarino britannico di classe Vanguard.

L'obiettivo principale dell'implementazione delle capacità di effettuare un secondo colpo nucleare è quello di evitare che il primo colpo di un attaccante distrugga totalmente il proprio arsenale nucleare. Una volta raggiunto tale obbiettivo, una nazione può quindi essere in grado di effettuare una rappresaglia nucleare dopo aver subito il primo attacco. Proprio per meglio assicurare la riuscita di un secondo colpo, sia gli Stati Uniti d'America che le altre nazioni hanno diversificato il proprio arsenale, dotandosi della cosiddetta "triade nucleare", ossia di missili con base a terra, missili lanciati da sottomarini e ordigni nucleari lanciati da aerei.
Le armi tradizionalmente utilizzate come metodo per garantire la possibilità di una rappresaglia nucleare sono i missili balistici lanciati da sottomarini (SLBM), per quanto comunque anche essi necessitino di essere supportati da un sistema che consenta loro di sapere chi è l'attaccante. Proprio quest'ultimo è indicato come il limite più grande nella strategia dell'utilizzo degli SLBM, dato che, in caso venisse colpita la nazione sbagliata, si potrebbe avere un pericoloso allargamento del conflitto. Tuttavia, l'implementazione di un meccanismo di rappresaglia è necessaria per convincere l'avversario del fatto che un'iniziativa nucleare porterebbe a un costo elevatissimo anche per sé, e le diverse nazioni dotate di un arsenale nucleare hanno quindi sviluppato diversi sistemi di lancio pensandoli per i diversi scenari di attacco possibili, ad esempio dislocando i sistemi terrestri in diverse parti del proprio territorio, solitamente in strutture sotterranee progettate per resistere a un attacco nucleare.
Una strategia di rappresaglia nucleare è quella del lancio su allarme, messa in opera durante la guerra fredda tra il blocco orientale e quello occidentale. In questo caso, oltre che della triade nucleare, gli Stati si dotano anche di un sistema di allarme che rileva l'arrivo di missili nucleari e che dà quindi loro la possibilità di scegliere se lanciare un secondo attacco di rappresaglia già prima che i missili nemici abbiano colpito i loro bersagli. L'implementazione di un tale sistema è un'ulteriore mezzo per aumentare le proprie possibilità di lanciare un secondo colpo nucleare e quindi, in teoria, anche questo dovrebbe concorrere a far desistere il nemico da un'iniziativa nucleare.
A causa della bassa precisione dei primi missili balistici intercontinentali (ossia di una loro elevata probabilità di errore circolare), specialmente di quelli lanciati da sottomarino, il secondo colpo nucleare era inizialmente sferrabile solamente contro bersagli molto grandi e indifesi, ossia contro le città, mentre oggi, con i missili di ultima generazione, sarebbe in teoria possibile lanciare un secondo colpo nucleare anche solamente contro le infrastrutture militari del nemico.

### Perimetr-PTS
Il Perimetr-PTS, conosciuto in Russia anche come мертвая рука (ossia "mano morta"), è un sistema di deterrenza nucleare russo sviluppato per lanciare automaticamente missili balistici come attacco di rappresaglia nel caso in cui il comando russo e il sistema di controllo siano distrutti in un attacco a sorpresa.
Lo sviluppo del Perimetr-PTS risale al 1974, come risposta sovietica al timore dei devastanti attacchi nucleari che avrebbero potuto essere lanciati dai sottomarini statunitensi. Il sistema divenne operativo nel gennaio del 1985, con i silos di lancio per i missili MR-UR-100 (conosciuti anche come SS-17) presenti a Vypolzovo (Yedrovo) e a Kostroma, rispettivamente a 150 e 230 chilometri a nord-ovest di Mosca. Il sistema è stato costruito con più livelli di ridondanza, onde ovviare al caso in cui, durante l'attacco iniziale, andassero distrutti diversi livelli di comunicazione. Si ritiene che le autorizzazioni al lancio fossero trasmesse sulla banda UHF da trasmittenti situate sottoterra, in profondità. Negli anni, lo sviluppo del sistema è proceduto con l'implementazione dell'utilizzo dei nuovi ICBM RT-2PM2 Topol-M, nel dicembre 1990 e altre migliorie nel 1996. Ad oggi non si sa il sistema sia ancora in opera.
Il comando russo era conscio del fatto che un sistema automatizzato avrebbe potuto effettuare un lancio accidentale e proprio per questo nel progetto furono inseriti diversi livelli di sicurezza.
1. Il primo luogo, sia il sistema di collegamento Vyuga tra la base di comando nucleare e quella nazionale che il sistema di comunicazione dedicato Kazbek avrebbero dovuto risultare interrotti. La perdita contemporanea di entrambi i sistemi avrebbe indicato che la base di comando nazionale era stata distrutta e il personale politico di comando ucciso.
2. In secondo luogo, lo Stato maggiore della difesa avrebbe dovuto portare il livello di minaccia nucleare sufficientemente in alto da poter far pervenire una pre-autorizzazione al lancio, corredata dai corretti codici di autorizzazione, prima della perdita dei sistemi di comunicazione. Qualora questa non fosse stata ricevuta, gli operatori di lancio presenti nei silos dovevano annullare la procedura di lancio automatico.
3. In terzo luogo, una complessa rete di sensori di terra avrebbe dovuto registrare qualcosa come 500 esplosioni nucleari su bersagli strategici quali stazioni radar, basi di comando e silos di lancio, attraverso l'analisi delle onde sismiche prodotte dagli impatti. A questa, si aggiungeva, probabilmente, anche una rete formata da radar a lungo raggio e dai primi satelliti del programma Oko che avrebbe dovuto registrare l'arrivo dei missili. I dati raccolti dai sensori erano inviati istantaneamente a computer situati in un bunker antiatomico costruito sotto il monte Jamantau, negli Urali, in cui particolari software decidevano, sulla base di specifici algoritmi, se la Russia era stata attaccata e se era avvenuta l'irreversibile catastrofe nucleare escludendo, quindi, che si trattasse di onde sismiche provenienti da terremoti naturali. Risulta dunque evidente come il Perimetr-PTS non fosse stato progettato per rispondere a piccoli attacchi provenienti da alleati degli Stati Uniti d'America, come Francia o Regno Unito, i quali non sarebbero stati in grado di portare a compimento una guerra totale, ma che fosse invece stato realizzato per rispondere con una rappresaglia solo nel caso in cui l'attacco fosse stato di origine statunitense.[5]

Nonostante la possibilità di lanci automatici, il comando nucleare russo poteva inoltre, in caso di lancio accidentale, ordinare ai missili di autodistruggersi in volo. 
Si ritiene che i sottomarini dotati di missili balistici intercontinentali non siano mai stati incorporati all'interno del sistema Perimetr-PTS, in ragione del rischio che i problemi inerenti alla comunicazione avrebbero comportato.
Nel novembre 2018, Viktor Esin, ex capo del centro direttivo delle truppe missilistiche a destinazione strategica, ha dichiarato che il sistema Perimets-PTS è ancora del tutto funzionante e in grado di svolgere il proprio compito.